# 1.º Esquadrão Independente de Polícia Montada da PMRR
O 1° Esquadrão Independente de Polícia Montada Inácio Lopes de Magalhães (1° EIPMon) é uma Organização Policial Militar brasileira, sediada em Boa Vista e subordinada à Polícia Militar de Roraima (PMRR).

## História
No dia 26 de novembro de 1999, em uma formatura em frente ao Palácio Senador Hélio Campos, comemorando mais um aniversário da PMRR, sendo comandada pelo Coronel QOPM José Wilson da Silva, encontrava-se um grupamento de Polícia Montada pela primeira vez.  Era o embrião da Cavalaria da PMRR, desfilando junto à tropa a pé sob o Comando do então Capitão QOPM Vaz, ali estava 1º Esquadrão de Policia Montada, dando o seu primeiro passo. Os Primeiros solípedes veio com o apoio da sociedade roraimense, por meio de doações de animais, e dessa forma se fortaleceu a ideia de se ter uma Unidade de uma polícia montada em Roraima.
No dia 12 de maio de 2000 foi assinado o Decreto Nº 3871-E, que criou oficialmente o 1º Esquadrão de Policia Montada da Polícia Militar de Roraima “Inácio Lopes de Magalhães”, homenageando o desbravador Capitão Inácio Lopes de Magalhães  que veio do Ceará para comandar as tropas do Forte São Joaquim, em 1830. Uma justa homenagem a esse militar, responsável  pela fundação da a primeira fazenda particular de pecuária à margem direita do Rio Branco..
Desde então, a Cavalaria da PMRR vem se destacando em operações policiais militares realizadas em todo território do estado de Roraima. Ela atua em grandes eventos na capital Boa Vista como festas carnavalescas, grandes eventos no Parque Anauá, shows em estádios e ginásios dessa cidade.
A Cavalaria da PMRR tem atuado também no interior do Estado, em festas nas fronteiras do Brasil com Guiana e com a Venezuela, bem como em festejos tradicionais como a Paixão de Cristo, na cidade de Mucajaí, e ainda em festas na região de Surumú, município de Pacaraima.
Em outubro de 2003, o 1º Esquadrão de Polícia Montada, recebe mais dois membros: o então 2º Tenente QOPM Evandro da Silva Dias e o então Aspirante a Oficial PM Raimundo Humberto Damasceno, para compor o seu Quadro Funcional; o EIPMon agora contava dois oficiais, que realizaram o Curso de Policiamento Montado no Regimento Coronel Rabelo na coirmã Polícia Militar do Distrito Federal. Estes oficiais foram os responsáveis em manter o nível prestigioso que a Cavalaria alcançou no Estado de Roraima nos últimos treze anos, e mais, buscaram incessantemente, juntamente com todas os outros policiais que ali serviram e servem, alternativas para elevar o bom nome da unidade especializada de policiamento, nesta interação Homem-Cavalo. Combinação esta que faz da Cavalaria uma Unidade de Tropa Especializada que quando atua exibe um poder de força muito grande e um impacto psicológico incomparável.

## O 1º EIPMon na atualidade

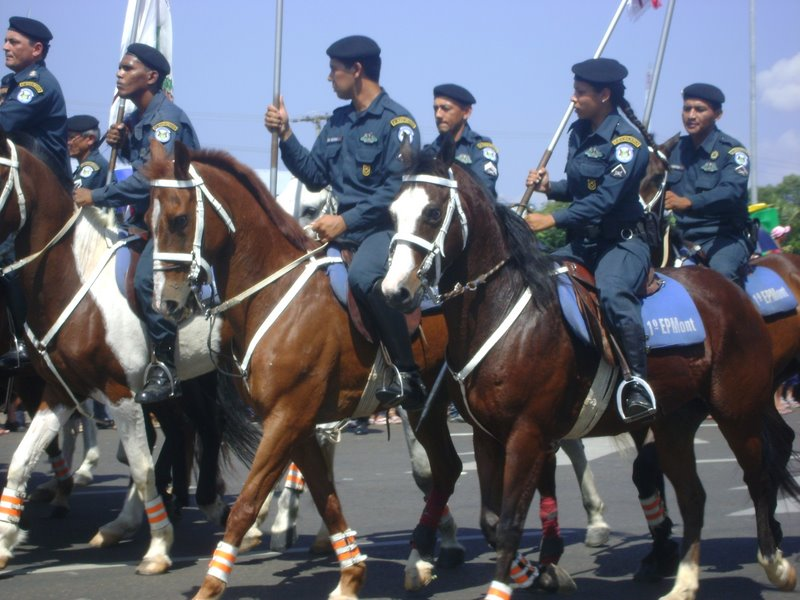
Desfile cìvico militar no Dia da Independência em 2010

O 1º Esquadrão Independente de Polícia Montada, passada a condição de “Esquadrão Independente” com a lei complementar nº 081, de 10 de novembro de 2004, é uma realidade perante a sociedade roraimense. Tem atuado efetivamente em apoio às demais modalidades de policiamento, fortalecendo a tranquilidade pública.
Ele atua também como parceiro no projeto Equoterapia, este que atende a crianças portadoras de necessidades especiais.
O Esquadrão está situado no parque de exposições “Dandanzinho” na BR-174 Norte, mas mantém o Policiamento Ostensivo Montado nos bairros periféricos de toda capital, eventos de grande vulto, balneários da cidade e Penitenciária Agrícola de Monte Cristo (PAMC),  buscando sempre em suas atuações, diretamente voltadas para o benefício da sociedade roraimense, engrandecer o prestígio da Corporação.

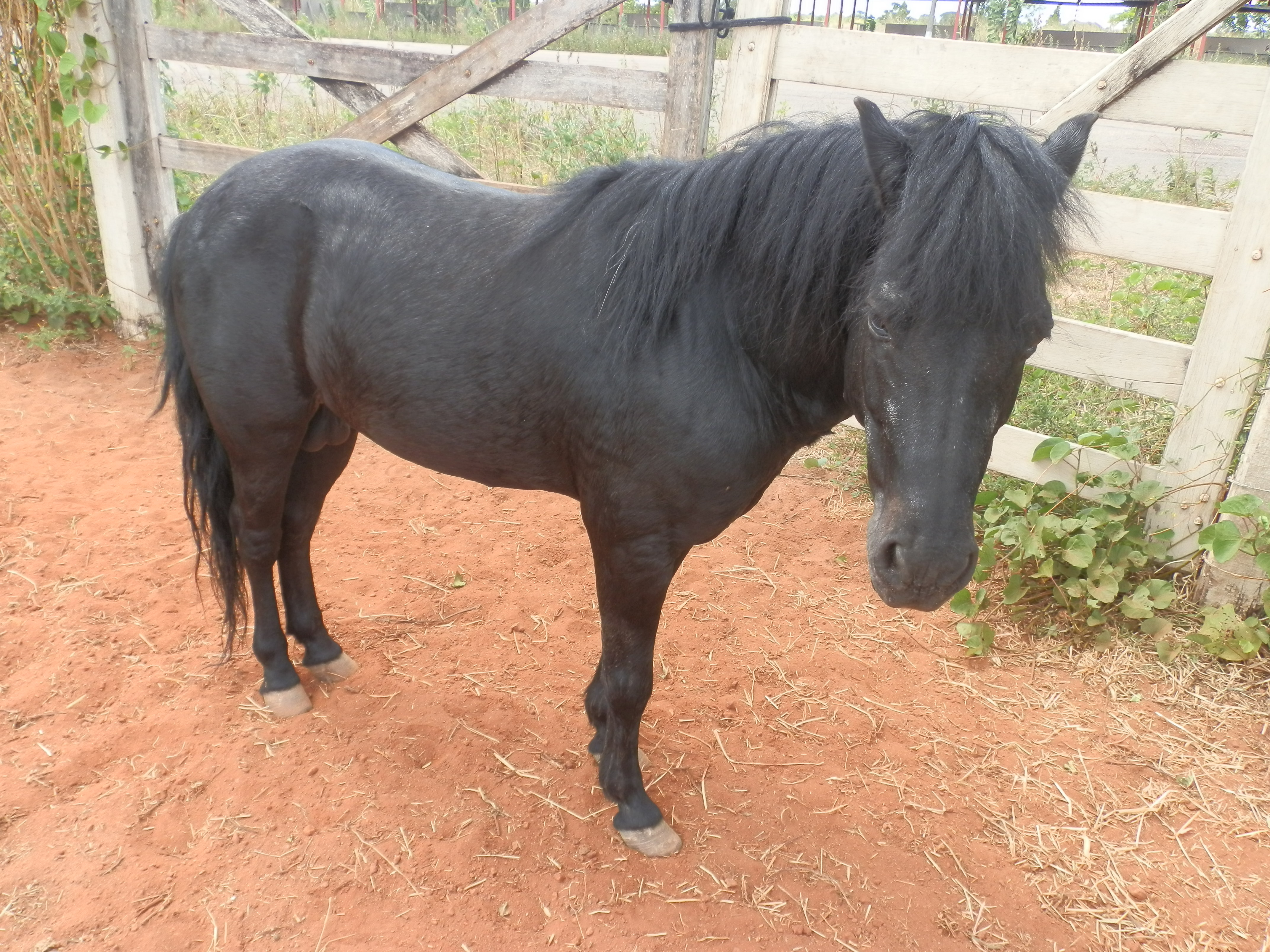
Pónei Pelezinho, mascote da Cavalaria PMRR

O Esquadrão Inácio Lopes de Magalhães para não atuar somente de forma repressiva a criminalidade, criou o “Projeto Galopando Para o Amanhã”, tirava das ruas adolescentes que se encontravam em situação de risco social e pessoal. Esse projeto visava fornece a jovens a oportunidade de terem perspectiva no futuro, através da disciplina militar, do acompanhamento educacional e do apoio as suas famílias. Atualmente o projeto esta desativado, mas com a possibilidade de retorno.